# アラン・スタブス

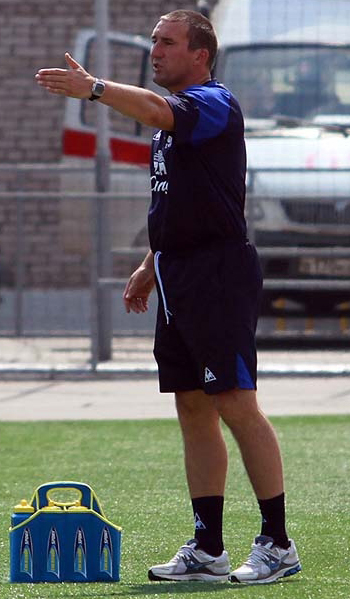
アラン・スタブス

アラン・スタッブス（Alan Stubbs, 1971年10月6日 - ）は、イングランド、マージーサイド州、ノーズリー区カークビー出身の元サッカー選手。サッカー指導者。ポジションはDF。
常に誠心誠意プレーするハートの強いディフェンダー。対人の強さ、精度の高いキックが武器。エヴァートン所属時にはフリーキックを任されることもあった。出場機会を求めて、2008年1月にダービー・カウンティに移籍した。

## 所属クラブ
- ボルトン・ワンダラーズ 1990-1996
- セルティック 1996-2001
- エヴァートン 2001-2005
- サンダーランド 2005-2006
- エヴァートン 2006-2008.1
- ダービー・カウンティ 2008.1-2008.8

## 代表歴
イングランドB代表 1994
- 1試合出場（2008年4月28日現在）

## 指導歴
- ハイバーニアンFC 2014-2016
- ロザラム・ユナイテッドFC 2016
- セント・ミレンFC 2018